# Park Narodowy Kauhaneva-Pohjankangas
Park Narodowy Kauhaneva-Pohjankangas (fiń. Kauhanevan-Pohjankankaan kansallispuisto) – park narodowy w południowo-zachodniej Finlandii, w regionach Ostrobotnia Południowa i Satakunta. Został utworzony w 1982 roku. Zajmuje powierzchnię 57 km². Zarządcą Parku Narodowego Kauhaneva-Pohjankangas, podobnie jak wszystkich pozostałych fińskich parków narodowych, jest państwowe przedsiębiorstwo Metsähallitus.

## Opis parku
Park Narodowy Kauhaneva-Pohjankangas tworzą głównie największe w tym rejonie torfowiska wysokie. Składają się one z suchszych kęp poprzedzielanych wilgotniejszymi zagłębieniami i licznymi kałużami wody. Na kępach rosną torfowce (Sphagnum sp) i sosny (Pinus sylvestris). Zewnętrzne rejony Kauhaneva, głównego torfowiska parku narodowego, zostały osuszone w latach 1960. i 1970., lecz obecnie powracają do stanu naturalnego. Kauhaneva wraz z położonym na północ od niego Kampinkeidas stanowią kompleks torfowisk o dużym znaczeniu międzynarodowym.
Położone w południowej części parku Pohjankangas stanowi część większego pasma ozów. Lasy są suche, a wrzosowiska porasta sosna. W runie dominuje chrobotek reniferowy (Cladonia rangiferina) i rokietnik pospolity (Pleurozium schreberi). Oprócz tego rośnie tam wrzos zwyczajny (Calluna vulgaris), borówka brusznica (Vaccinium vitis-idaea) i mącznica lekarska (Arctostaphylos uva-ursi).

## Turystyka
Park Narodowy Kauhaneva-Pohjankangas jest doskonałym miejscem do obserwacji ptaków, zwłaszcza wiosną. Dla turystów została wyznaczona okrężna trasa o długości 4–5 km, dwukilometrowy jej odcinek jest wyłożony deskami. Obok trasy, na północ od niewielkiego jeziora Kauhalammi, znajduje się wieża obserwacyjna. Przez teren parku przebiega szlak rowerowy. Dozwolona jest jazda na nartach, w jeziorze Kauhalammi można wędkować.

## Fauna
Do występujących na terenie parku narodowego ptaków należą m.in. żuraw zwyczajny (Grus grus), łabędź krzykliwy (Cygnus cygnus), mewa srebrzysta (Larus argentatus), mewa mała (Larus minutus), pliszka żółta (Motacilla flava), siewka złota (Pluvialis apricaria), kulik mniejszy (Numenius phaeopus), łęczak (Tringa glareola, umieszczony w logo parku), krwawodziób (Tringa totanus), kwokacz (Tringa nebularia), nur czarnoszyi (Gavia arctica) i rdzawoszyi (Gavia stellata), lelek zwyczajny (Caprimulgus europeaus), pleszka zwyczajna (Phoenicurus phoenicurus).